# Haematopota zengjiani
Haematopota zengjiani är en tvåvingeart som beskrevs av Xu och Guo 2005. Haematopota zengjiani ingår i släktet Haematopota och familjen bromsar. Inga underarter finns listade i Catalogue of Life.